# Constitución brasileña de 1937
La Constitución Brasileña de 1937 (conocida como la Polaca), fue otorgada por el presidente Getúlio Vargas el 10 de noviembre de 1937, el mismo día en que se implanta la dictadura del Estado Nuevo. Es la cuarta Constitución de Brasil y la tercera de la república, de contenido supuestamente democrático. Será, sin embargo, una carta política eminentemente otorgada, mantenedora de las condiciones de poder del presidente Getúlio Vargas. La Constitución de 1937, que recibió apellido de “Polaca” por haber sido inspirada en el modelo sanaciónista polaco, era extremadamente autoritaria y concedía al gobierno poderes prácticamente ilimitados. Fue redactada por el jurista Francisco Campos, ministro de Justicia del nuevo régimen, y obtuvo la aprobación previa del presidente Getúlio Vargas y del ministro de la Guerra, general Eurico Gaspar Dutra.
La Constitución de 1937 fue la primera republicana autoritaria que lo Brasil tuvo, atendiendo a intereses de grupos políticos deseosos de un gobierno fuerte que beneficiara los dominantes y más algunos, que consolidara el dominio de aquellos que se ponían al lado de Vargas. La principal característica de esa constitución era la enorme concentración de poderes en las manos del jefe del Ejecutivo. Su contenido era fuertemente centralizador, quedando a cargo del presidente de la República el nombramiento de las autoridades provinciales, los interventores. A esos, por su parte, les correspondía nombrar a las autoridades municipales.
El Gobierno Vargas se caracterizó desde el inicio por la centralización del poder. Pero ella fue al extremo con la dictadura de 1937-1945, el Estado Nuevo — nombre copiado de la dictadura fascista de Salazar en Portugal. Con ella, Getúlio Vargas implantó un régimen autoritario que duró hasta el fin de la Segunda Guerra Mundial. Y consolidó su gobierno, que hubo comenzado, "provisoriamente", en 1930. 
Después de la caída de Vargas y el fin del Estado Nuevo, en octubre de 1945, se llevaron a cabo elecciones para la Asamblea Nacional Constituyente, paralelamente a la elección presidencial. Electa la Asamblea Nacional, sus miembros se reunieron para elaborar una nueva constitución, que entró en vigor a partir de septiembre de 1946, sustituyendo a la Carta otorgada de 1937. La Constitución de 1937 dio origen a varios acontecimientos en la Historia política de Brasil que tienen consecuencias hasta hoy. Y, principalmente, formó el grupo de oposición a Getúlio Vargas que culminó en el golpe militar de 1964. Este, por su parte, dio origen a la Constitución de 1967, la otra constitución republicana autoritaria

## Contexto histórico
La sucesión presidencial que se preparaba para 1938, cuando Vargas entregase el poder a un político civil, ya tenía dos candidatos: el gobernador de São Paulo, Armando de Sales Oliveira, de la oposición, y el candidato gubernamental, José Américo de Almeida. Pero Getúlio Vargas no escuchó ni a una ni a otra parte, con la intención de vaciar las dos candidaturas. Preparaba así el terreno para la continuidad de su gobierno. Después de varias reuniones en las cúpulas del poder, se determinó que solo sería posible a través de un golpe de Estado: el golpe del Estado Nuevo.
Una de las causas para la instalación del Estado Nuevo fue la creciente amenaza comunista, verificada en varios episodios ocurridos entre 1934 y 1937. El Congreso hubo permitido la amnistía a los antiguos perseguidos políticos, entre ellos Luís Carlos Prestes, tenentista, líder de la Columna Prestes, que estaba afiliado al Partido Comunista de Brasil (PCB). Bajo la orientación de la Internacional Comunista, de agentes comunistas extranjeros y de la dirección nacional del PCB, fue fundada la ANL (Alianza Nacional Libertadora), teniendo a Prestes como presidente de honor, con el objetivo de organizar la revuelta armada contra el gobierno de Vargas y formar un gobierno popular.
La ANL realizó una insurrección armada en noviembre de 1935, con levantamientos en Río de Janeiro y en Navidad, cuando milites fueron fríamente asesinados mientras dormían en sus alojamientos, todos deflagrados rápidamente (aunque la capital potiguar haya quedado tres días bajo control de un gobierno comunista). Chafando la revuelta con facilidad, Vargas la usó como justificación para la ley de Seguridad Nacional (aprobada en el Congreso algunos meses antes), que suspendió la Constitución en vigor y permitió la prohibición de la ANL.
La campaña alarmista de la amenaza comunista llegó a su auge el 30 de septiembre de 1937, cuando fue divulgado el llamado "Plano Cohen". Ese plan sería una estrategia comunista orientada por la URSS para la toma del poder e inauguración de una especie de "república soviética brasileña". El Plan era en verdad una farsa redactada por el militar integralista Olímpio Mourão Hijo, que más tarde desencadenaría el Movimiento cívico-militar de 31 de marzo de 1964. Su nombre es una versión incorrecta del nombre Kun, de Bella Kun, que fue dirigente de un corto régimen comunista en Hungría en 1919 (dijeron la Mourão que "Cohen" era la versión judaica de "Kun" y que, así, además de reforzar el anticomunismo, el integralista aún podría despertar el antisemitismo). Fue divulgado en el radio y en periódicos governistas, haciendo el ministro de la Guerra (futuro presidente Eurico Gaspar Dutra) y el jefe de las Fuerzas Armadas, General Góis Monteiro, encaminen al Congreso la decretação de "estado de guerra" en el territorio nacional, aprobada por casi tres cuartos de los parlamentarios.
Cincuenta días después, con apoyo de los integralistas, de los militares conservadores, de la burguesía industrial y de interventores/gobernadores de varios estados, Vargas mandó la policía cercar la Cámara, impuso recesso al poder legislativo y otorgó la nueva Constitución.

## Elaboración y entrada en vigor
La carta autoritaria de 37 fue elaborada y redactada en su mayor parte por Francisco Campos (que más tarde elaboraría también actos institucionales de la dictadura militar), con la ayuda de líderes integralistas, un año antes del golpe. Luego después de a otorga de la Constitución, Campos fue nombrado ministro de la Justicia — cargo en que debe haber tenido muy poco trabajo, pues su propia carta subordinava la justicia a los desmandos del ejecutivo.
Su inspiración vino, en mayor parte, de la legislación sanaciónsita del líder polaco Józef Pilsudski, y una parte de las leyes del régimen de Mussolini en Italia. Pero, por encima de todo, era una constitución que tenía todo aquello que los positivistas de 1889 querían: una república con ejecutivo fuerte, militarista, conservadora y autoritaria. O sea, finalmente la corriente positivista, autoritaria y caudilhista de Júlio de Castilhos y Flores de la Cuña (y otros bajo la influencia del castilhismo y del Colegio Militar de Porto Alegre, donde estudiaron todos los presidentes del régimen milite post64) llegaba al poder.
En ese sentido, el Estado Nuevo no tuvo elementos típicos del totalitarismo fascista europeo: ni partido único, ni movilización de las masas y ni proyectos expansionistas — el Estado Nuevo fue más un régimen paternalista autoritario mismo como, de hecho, convenía al carácter brasileño.

## Principales disposiciones
“[...] representa na tela do constitucionalismo um largo esboço de limitação da autoridade do governante. O rei, príncipe ou Chefe de Estado enfeixa em suas mãos poderes absolutos, mas consente unilateralmente em desfazer-se de uma parcela de suas prerrogativas ilimitadas, em proveito do povo, que entra assim no gozo de direitos e garantias, tanto jurídicas como políticas, aparentemente por obra apenas e graça da munificência real.l”

Desde el punto de vista jurídico, la Constitución otorgada es un acto unilateral de un poder político soberano, en el caso del otorgante. Desde el punto de vista político, sin embargo, representa casi siempre una concesión hecha por aquel poder a un contrapoder popular ascendente. Las dos fuerzas en conflicto entran así en un consenso, que es básicamente el principio monárquico del absolutismo y el principio democrático del consentimiento. Resumidamente, estamos hablando en una fuerza decadente, y otra emergente.
Acerca de la Constitución de 1937, específicamente, podemos destacar cómo algunas de sus principales disposiciones la concentración de los poderes ejecutivo y legislativo en las manos del Presidente de la República; el establecimiento de elecciones indirectas para presidente, que tendrá mandato de seis años; la admisión de la pena de muerte; veto al liberalismo; retira del trabajador el derecho de huelga; permite al gobierno expurgar operarios que se opusieran al régimen; previó la realización de un plebiscito para referendá-la, lo que en la realidad, nunca ocurrió...

## Estado Nuevo
El régimen del Estado Nuevo, instaurado por la Constitución de 1937 en pleno clima de contestación de la liberal-democracia en Europa, trajo para la vida política y administrativa brasileña las marcas de la centralización y de la supressão de los derechos políticos. Fueron cerrados el Congreso Nacional, las asambleas legislativas y las cámaras municipales. Los gobernadores que concordaron con golpe del Estado Nuevo permanecieron, pero los que se opusieron fueron sustituidos por interventores directamente nombrados por Vargas. Los militares tuvieron gran importancia en el nuevo régimen, definiendo prioridades y formulando políticas de gobierno, en particular en los sectores estratégicos, como siderurgia y petróleo. En líneas generales, el régimen proponía la creación de las condiciones consideradas necesarias para la modernización de la nación: un Estado fuerte, centralizador, interventor, agente fundamental de la producción y del desarrollo económicos. Por todas esas características, muchos identificaron Estado Nuevo y fascismo.
El día 10 de noviembre de 1937, tras cerrar el Congreso y firmar una nueva Constitución, Vargas hizo un pronunciamento, transmitido pelo radio, en que buscaba justificar la instauração del nuevo régimen. En su "Proclamação al Pueblo Brasileño", defendía el golpe como la única alternativa posible delante del clima de desagregación y de afronta a la autoridad en que hube buceado la nación. Se refería, entre otras cosas, al peligro del comunismo, acordando la radicalização política que hube alcanzado el país. Anunciaba, aún, una serie de medidas con que pretendía promover el bienestar y el desarrollo de la nación.
Entre esas medidas, se destacaban el sometimiento de los gobernadores de los estados al gobierno federal y la eliminación de los órganos legislativos, lo que llevaría a la creación de nuevas interventorias y departamentos administrativos. El juego político representativo era eliminado en nombre de la eficiencia y de la racionalidad del Estado. El argumento para fortalecer el Poder Ejecutivo era que la Constitución de 1934, con su liberalismo, lo había enflaquecido y hecho vulnerable a los intereses privados. Por eso fuera otorgada la Constitución de 1937, que concentraba el poder político en las manos del presidente de la República.
El golpe fue seguido de una fuerte represión, a cargo de la policía política, que alcanzó no solo los comunistas o los liberales, pero aún aquellos que advogavam una ideología semejante a la del nuevo régimen y suponían ser sus aliados: los integralistas. Fue así que, junto con los demás partidos políticos, la Alianza Integralista Brasileña fue cerrada por decreto presidencial. En reacción, sería deflagrado olevante integralista en mayo de 1938, luego desbaratado.
La propaganda del régimen y la represión a sus opositores serían dos faces del Estado Nuevo muy bien representadas por el Departamento de Prensa y Propaganda (DIP). Creado para difundir la ideología del Estado Nuevo junto a las capas populares y, a partir del ideario autoritario del régimen, contribuir para la construcción de la identidad nacional, el DIP ejercía también una fuerte censura a los medios comunicacionales, suprimiendo eventuales manifestaciones de descontento. 
Fiel al principio de que era necesario aplacar las disputas políticas para promover el desarrollo del país, también en el plan administrativo el gobierno del Estado Nuevo buscou eficiencia y racionalidad. Buscó implantar, en el recrutamento del funcionalismo, la lógica de la formación profesional, de la capacidad técnica y del mérito, en sustitución a la de la filiação partidaria o de la indicación política. Para tanto, fue creado en 1938 un órgano especialmente vuelto para la reforma y la modernización de la administración pública, el Departamento Administrativo del Servicio Público (DASP). Años más tarde, la preocupación con la formación de personal para actuar en la administración daría origen a la Fundación Getúlio Vargas (FGV). Fue el deseo de disponer de informaciones estadísticas confiables que llevó a la valorización del Instituto Brasileño de Geografía y Estadística (IBGE).
En el área económica, se crearon durante el Estado Nuevo incontables consejos y órganos técnicos cuya función era promover estudios y discusiones, assessorar el gobierno en la elaboración y en la ejecución de sus decisiones, y aún propiciar el acceso de sectores empresariales al aparato estatal. De las negociaciones entre gobierno y empresariado resultarían, por ejemplo, la creación del Servicio Nacional de Aprendizaje Industrial (Senai), destinado a formar mano-de-obra para la industria, así como los estudios para la creación del Servicio Nacional de Aprendizaje Comercial (Senac), destinado a promover la difusión y el perfeccionamiento de la enseñanza comercial en el país.
La tendencia a la intervención en la actividad económica, expresa en la aparición de las primeras compañías estatales, hizo con que, a partir de 1937, quedara difícil separar el binomio Estado y economía.

## Innovaciones del texto constitucional oriundo del Estado Nuevo
Elaborada por Francisco Campos, la Constitución de 1937 conservó en su texto, algunas de las características de las Constituciones anteriores, como la tripartição de los poderes, la “presencia” del Distrito Federal en la administración directa, teniendo, sin embargo, por sede lo Río de Janeiro. El país continuaba laico, y el autor de la Constitución de 1937 entiende no haber diferencia entre plebiscito y referéndum, como cita Walter Costa Puerto:

“[...] entende-se não haver diferença conceitual entre plebiscito e referendo, utilizando unicamente o primeiro termo para a consulta popular que sobre um ato prévio de órgão estatal, o próprio texto constitucional de 10 de novembro, quer sobre um acontecimento, como a subdivisão ou desmembramento de Estados.”

Además de eso, las Constituciones anteriores (1824, 1891 y 1934), no hacían referencia al plebiscito , siendo utilizado este mecanismo de participación popular con cierta efectividad por la Constitución de 1946. A de 1967 mencionaba solo la consulta previa las poblaciones, siendo el plebiscito asegurado con mayor efectividad en la Constitución ciudadana de 1988.

## Principales características
De sus principales medidas, se puede destacar que la Constitución de 1937:
- concentró los poderes ejecutivo y legislativo en manos del Presidente de la República;
- estableció elecciones indirectas para presidente, con mandato de seis años;
- acabó con el liberalismo;
- admitió la pena de muerte;
- retiró al trabajador el derecho de huelga;
- previó la creación de la Justicia del Trabajo y de la Justicia Electoral;
- nacionalizó las riquezas del subsuelo y caídas de agua en el país;

## Enmiendas y modificaciones
La enmienda de 2 de diciembre del mismo año en que la Constitución fue otorgada extinguió todos los partidos políticos. Casi todos eran efímeros de la República Vieja, pues ya no restaba casi nada del PRP, del PRM o del PRL, y los demás PS, PD, UDB y otros eran formados solo en época de elección y acostumbraban disolverse tan luego estas eran realizadas.
Los dos únicos partidos de proyección nacional en 1937 eran el PCB (Partido Comunista de Brasil) y la AIB (Acción Integralista Brasileña), siendo que el primero estaba en la clandestinidad prácticamente desde su fundación.
En el nuevo estado también podemos decir que hubo el fin de las leyes políticas y civiles: fin de huelgas, no podría aprender lengua extranjera en las escuelas, control de los sindicatos, sin elecciones para el legislativo y ejecutivo.